# Biphyllus kuzurius
Biphyllus kuzurius is een keversoort uit de familie houtskoolzwamkevers (Biphyllidae). De wetenschappelijke naam van de soort werd in 1984 gepubliceerd door Sasaji.